# 李近古
李近古（？年—1640年），號畏斋，福建泉州府晋江县人。明朝末年政治人物。

## 生平
崇祯三年（1630年）庚午科福建乡试舉人，四年（1631年）再捷辛未科进士。初任吏部观政，七年授大理寺右评事，八年任浙江恤刑，十年任考选，轉授广西道御史，管皇城四门、西城，十三年任山东巡按。時值旱蝗灾害，出赎金一万七千余两赈济。集合諸道兵攻破九頭寨，擒获匪首姚三，巡行所轄區域至济南，因病而卒。